# Autobusové nádraží Česká Lípa
Autobusové nádraží Česká Lípa je centrální autobusové nádraží ve městě Česká Lípa. Je situováno blízko vlakového hlavního nádraží. Vlastníkem a provozovatelem byla společnost ČSAD Česká Lípa a. s., nověji byl tento majetek převeden na společnost BUS.COM a.s. ze stejného holdingu, v lednu 2011 vydal místní provozní bezpečnostní předpis již tento vlastník, provozovatelem zůstala společnost ČSAD Česká Lípa a.s., za údržbu, čištění a úklid však odpovídá přímo vlastník.
Autobusové nádraží Česká Lípa, Konopeova 2723, uvádí společnost ČSAD Česká Lípa a.s. se sídlem v Praze na Barrandově jako sídlo své jediné provozovny.

## Popis
Na ploše autobusového nádraží jsou tři nástupištní ostrůvky pro nástupní stání jsou v současné době využity pouze tři z nich, označené písmeny A, B a C, přičemž na nástupištích A a B je umístěno po 4 odjezdových stáních (1–4 a 5–8) a na nástupišti C tři odjezdová stání (9, 10, 11). Výstupní část je tvořena hranou na obvodu plochy autobusového nádraží za vjezdem, souběžně s ní jsou situována dvě bývalá ostrovní nástupiště pro výstup, která však jsou přeměněna v neveřejné parkoviště pro osobní automobily na povolení provozovatele autobusového nádraží. 
Budova s halou pro cestující je umístěna při výjezdu z autobusového nádraží. V budově se nachází jídelna Na Busu. U výstupní zastávky se nachází kiosek s občerstvením. 
Přímo v areálu autobusového nádraží v severní části se nachází plnicí stanice CNG společnosti Innogy. 
Ve směru k vlakovému nádraží chybí oficiální přímé pěší propojení, na této straně je autobusové nádraží oploceno a odříznuto tělesem zrušené železniční trati. Projít lze několika dírami v plotě překročením jeho podezdvíky nebo chybějící brankou, která je součástí trvale uzamčené zadní brány areálu a dále vyšlapanou neupravenou pěšinou přes těleso zrušené železnice a souběžný příkop. 
V černu 2020 město dokončilo přístupový chodník ze severní strany, mezi zastávkou MHD Bulharská a výstupním stáním v autobusovém nádraží. Tento chodník překonává těleso zrušené železniční trati a údajně nahrazuje bývalý podchod. Starostka v té době uvedla, že se začíná připravovat také dosud chybějící spojení s vlakovým nádražím.

## Stav a hodnocení
V lednu 2024 toto autobusové nádraží zvítězilo v čtenářské anketě Českolipského deníku jakožto největší ostuda Českolipska. Důvodem byla špatná vybavenost a úroveň přestupní trasy mezi vlakovým  autobusovým nádražím, kde cestující, kteří nechtějí použít neúměrně dlouhé obchozí trasy, musejí využít nedůstojné zanedbané zkratky přes díry v plotě nebo díru v zadní bráně.

## Záměry
Začátkem roku 2014 se objevily spekulace, že zhruba dvě stě metrů severně od současného hlavního nádraží má být postaven nový terminál pro autobusovou i železniční dopravu. Předseda občanského sdružení Dopravní klub Česká Lípa Miroslav Růta tvrdil, že podle informací, které získal na setkání s politiky, údajně výběrové řízení Libereckého kraje na provozování autobusové dopravy na Českolipsku vyhraje ČSAD Vsetín, a existuje obava, že by stávající dopravce, který je zároveň vlastníkem autobusového nádraží, nepouštěl nového dopravce na své autobusové nádraží, podobně jako k tomu docházelo ze strany Dopravního podniku Ústeckého kraje (vlastnicky spřízněného s ČSAD Česká Lípa a. s.) v rámci krize autobusové dopravy v Ústeckém kraji. Starostka České Lípy Hana Moudrá však souvislost záměru výstavby nového terminálu s krajským výběrovým řízením na dopravce popřela. Ředitel ČSAD Česká Lípa David Mahdal uvedl, že s novým dopravcem žádnou válku vést nechce, a že nový dopravce se musí dohodnout na úhradě za jeho využívání. Projekt terminálu vlak/bus je však veden zatím jen jako náhradní projekt pro případ, že by některý jiný projekt nevyčerpal dotace z operačního programu Doprava.

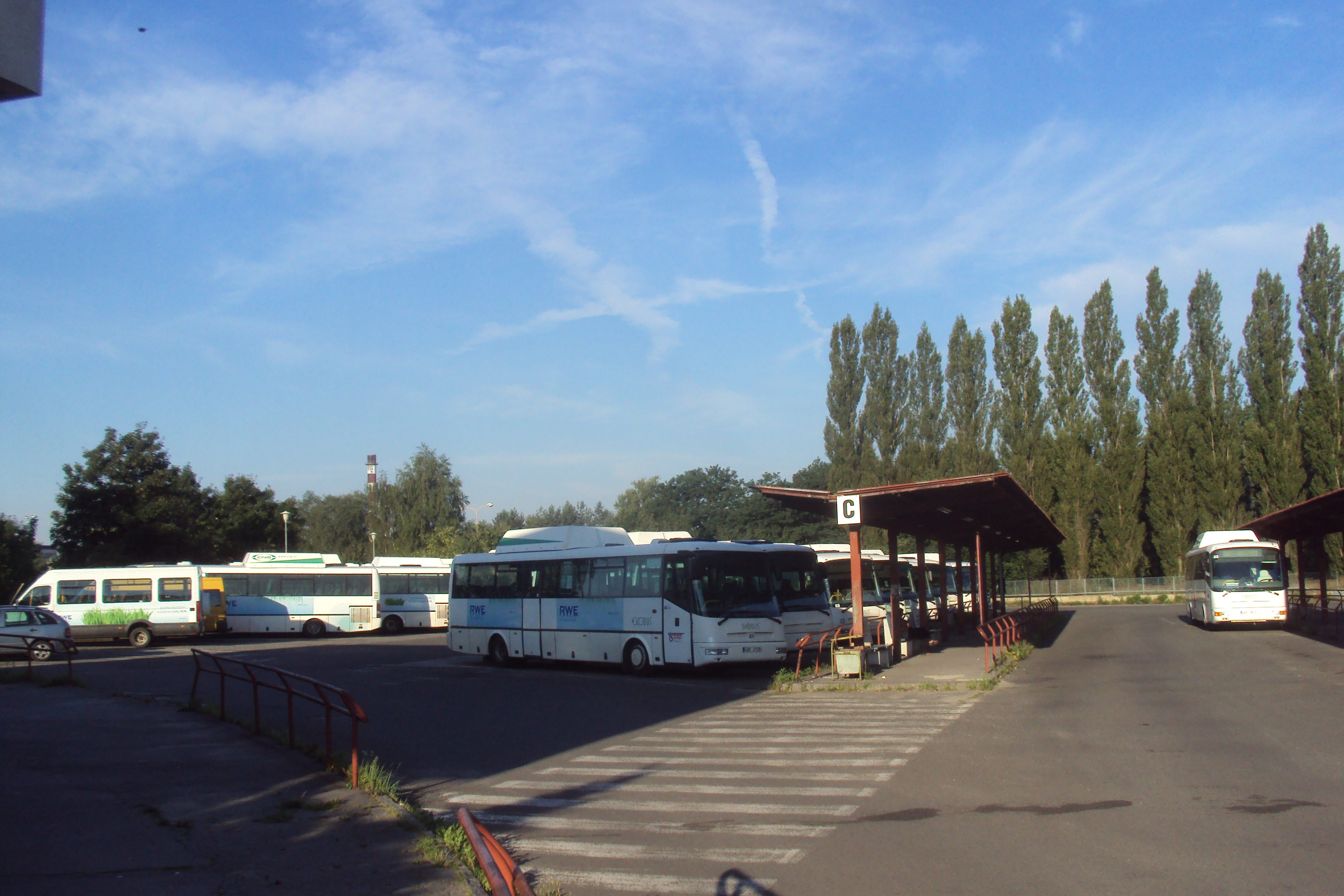
Nástupiště v areálu autobusového nádraží

V roce 2017 byla dokončena rekonstrukce hlavního železničního nádraží. Jeho nová budova byla rovněž od počátku kritizována, a to pro nedostatečnou velikost a vybavenost.  Přestože město dlouhodobě avizovalo, že jej chce přebudovat v jeden velký dopravní uzel společný i pro autobusovou dopravu, kvůli možnosti využití 80% dotace se se stavbou spěchalo a tak vůbec nebylo projednáno a posouzeno, jak železniční nádraží propojit s autobusovým. Starostka České Lípy Romana Žatecká tak kritizovala, že jde vlastně jen o přechodné dočasné řešení, který nazvala „hluchým obdobím“. Mluvčí SŽDC Marek Illiaš ujistil, že stavba nové odbavovací budovy je navržena tak, aby v budoucnu mohla pojmout i cestující z autobusového nádraží, přičemž k vybudování přestupního místa na autobusovou dopravu se zavázalo město.